# Shelfordina lata
Shelfordina lata är en kackerlacksart som först beskrevs av Hanitsch 1923.  Shelfordina lata ingår i släktet Shelfordina och familjen småkackerlackor. Inga underarter finns listade i Catalogue of Life.